# マルコ・ポーロ (テレビドラマ)
『マルコ・ポーロ』（原題: Marco Polo）は、2014年から2016年までNetflixで配信されたアメリカ合衆国のテレビドラマシリーズ。マルコ・ポーロの冒険を描く歴史ドラマ。原作・制作はジョン・フスコ、出演はロレンツォ・リチェルミ、ベネディクト・ウォン、ジョアン・チェンなど。2014年12月12日にNetflixオリジナル作品として全世界へ配信され、2016年の第2シーズンで終了した。

## あらすじ
時は13世紀、マルコ・ポーロは商人の父や叔父と共にアジアを旅をしていた。マルコ・ポーロはモンゴルの地で絶対権力を持つクビライ・ハーンと出会い、様々な試練に襲われる。

## 登場人物とキャスト

### メイン
マルコ・ポーロ
演 - ロレンツォ・リチェルミ、声 - 阪口周平
フビライ・ハーン
演 - ベネディクト・ウォン、声 - 広瀬彰勇
皇后チャブイ
演 - ジョアン・チェン、声 - 五十嵐麗
チンキム王子
演 - レミー・ヒー、声 - 玉木雅士
ビャンバ
演 - ウリ・ラトゥケフ、声 - 寸石和弘
コカチン王女
演 - チュウ・チュウ、声 - 寿美菜子
ザビン
演 - ローレンス・マコアーレ、声 - 荒井勇樹
アフマド・ファナーカティー
演 - マヘシュ・ジャドゥ、声 - 寸石和弘
百の目
演 - トム・ウー、声 - 竹内栄治
メイリン
演 - オリヴィア・チェン、声 - 佐竹海莉
ハイドゥ・カーン
演 - リック・ユーン、声 - 北田理道
ニッコロ・ポーロ
演 - ピエルフランチェスコ・ファヴィーノ
ユースフ
演 - アムール・ワケド
宋王朝の皇太后
演 - タン・ケン・ファ
宋王朝の恭帝
演 - Max Kellady、声 - 笹本菜津枝
賈似道
演 - チン・ハン、声 - 速水奨
クトゥルン
演 - スヒョン、声 - 品田美穂
シャブカナ
演 - ジャクリーン・チャン、声 - 伊沢磨紀
ナヤン
演 - ロン・ユアン、声 - 加藤亮夫
Prince Orus
演 - レナード・ウー
ロータス
演 - ミシェル・ヨー、声 - 伊沢磨紀
ゲレル
演 - トーマス・チャニング、声 - 長谷川敦央
アルバン
演 - クリス・パン、声 - 山本善寿
グレゴリウス10世
演 - ガブリエル・バーン
ジンフェイ
演 - 温淑安、声 - 笹本菜津枝
ファンツェン
演 - コリン・チョウ
アリクブカ
演 - Baljinnyamyn Amarsaikhan、声 - 西凜太朗
サンガ
演 - マイク・バタヤ、声 - 丹沢晃之

## エピソード
| シーズン | シーズン | 話数 | 話数 | 放送期間       | 放送期間       |
| シーズン | シーズン | 話数 | 話数 | 初回放送       | 最終回放送     |
| -------- | -------- | ---- | ---- | -------------- | -------------- |
|          | 1        | 10   | 10   | 2014年12月12日 | 2014年12月12日 |
|          | S        | 1    | 1    | 2015年12月26日 | 2015年12月26日 |
|          | 2        | 10   | 10   | 2016年7月1日   | 2016年7月1日   |

＊各シーズン全話一斉配信

## 製作
本作は当初、2012年1月にStarzから発注されていたが、中国での撮影に失敗したためワインスタイン・カンパニーが保留にしていた。Netflixは10エピソードの1シーズンを約9,000万ドルで発注し、『ゲーム・オブ・スローンズ』に次ぐ世界で最も高額なテレビ番組の一つとなった。

## 評価

### 批評
本作の第1シーズンは批評集積サイトのRotten Tomatoesに45件のレビューがあり、批評家支持率は33%、平均点は10点満点で4.79点となっている。また、Metacriticには22件のレビューがあり、加重平均値は48/100となっている。